# سونیا سنجری
سونیا سنجری (زاده شیراز) بازیگر سینما و تئاتر اهل ایران است.

## فیلم‌شناسی

### بازیگری
- سه روز و سه قتل (۱۳۹۹)
- شیرجه بزرگ (۱۳۹۸)
- آگهی فروش (۱۳۹۸)
- هزار و ده شب (۱۳۹۷)
- دومینو (فیلم ) (۱۳۹۶)
- برای فروش (۱۳۹۶)
- سایه فیل (۱۳۹۶)
- فصل قرمز (۱۳۹۵)
- پات (۱۳۹۵)
- کله سرخ (فیلم ۱۳۹۵)
- دختری در میان اتاق (فیلم کوتاه) (۱۳۹۵)
- مرا رها نکن (۱۳۹۵)
- روتوش (۱۳۹۵)
- قیچی (۱۳۹۴)
- دیدن (۱۳۹۰)

### تلویزیون
| سال  | نام سریال | کارگردان      |
| ---- | --------- | ------------- |
| ۱۴۰۱ | تازه وارد | حسن حبیب زاده |
|      | ۸۷ متر    | کیانوش عیاری  |

## جوایز و افتخارات
- بهترین بازیگر جوایز سالانه لیسبون (پرتغال) برای فیلم روتوش (فیلم)
- بازیگر زن جشنواره منطقه‌ای سینمای جوان (کومش)
- دیپلم افتخار بهترین بازیگر زن برای فیلم سایه فیل